# روان‌درمانی وجودی
روان‌درمانی وجودی  Existential psychotherapy را نمی‌توان مانند سایر مکتب‌های درمانی مانند رفتارگرایی یا روان تحلیلی یک مکتب مستقل در نظر گرفت. این درمان را می‌توان با سایر رویکردهای درمانی ادغام کرد. این نوع درمان به جای اینکه رویکردی تکنیکی ارائه کند که در برگیرندهٔ مجموعه‌ای از قوانین روان‌درمانی باشد، روشی از تفکر دربارهٔ تجارب انسانی است که شاید قسمتی از هر گونه روان‌درمانی است.
هر فردی می‌بایست با موضوعات اساسی دربارهٔ نگرانی‌های نهایی مواجه شود که عبارت‌اند از: مرگ، آزادی، تنهایی و معنا. رویکرد وجودی به درمان دربرگیرنده درمانگری است که می‌خواهد سفری به عمیق‌ترین مسائل زندگی داشته باشد. روان‌درمانی وجودی نوعی نگرش نسبت به رنج بردن انسان‌ها است و از هیچ راهنمای درمانی استفاده نمی‌کند. این درمان سؤالات عمیقی دربارهٔ ماهیت نوع انسان و ماهیت اضطراب، ناامیدی، سوگ، تنهایی، انزوا و بی‌هنجاری مطرح می‌کند. همچنین به‌طور مرکزی با سؤالاتی دربارهٔ معنا، خلاقیت و عشق چالش می‌کند.
گذشته از انعکاس این تجربیات انسانی، درمانگران وجودی نگرش‌های خردمندانه‌ای دربارهٔ درمان دارند که در ضمن تلاش‌های مکرر به منظور کمک به انسان‌ها، باعث آشفته شدن‌شان نگردد. در واقع بسیاری از درمانگران بدون در نظر گرفتن چنین رویکردی، از روان‌درمانی وجودی استفاده می‌کنند.

## مفاهیم بنیادی
درمانگران وجودی به انسان‌ها به عنوان موجودی نگاه می‌کنند که سازندهٔ معنای زندگی خویش هستند. ما موجوداتی میرنده هستیم که به علت اینکه خود آگاهیم، از فرا رسیدن مرگ خود اطلاع داریم. تنها در انعکاس مرگ است که ما می‌توانیم یاد بگیریم چگونه زندگی کنیم. انسان‌ها از خود سؤالاتی می‌پرسند که دربارهٔ نگرانی‌های اساسی‌شان است: من کیستم؟ آیا زندگی ارزش زیستن دارد؟ آیا در زندگی معنایی هست؟ چگونه می‌توانم انسانیتم را تشخیص دهم؟. وجودی‌ها معتقدند که در نهایت هر یک از ما می‌بایست با این سؤالات مواجه شویم و همه ما در قبال آنچه هستیم و قرار است بشویم، مسئولیت داریم.
به علت اینکه وجودی‌نگرها نسبت به روشی که در آن نظریه‌ها افراد را انسانیت‌زدایی می‌کنند و به آن‌ها در قالب موضوعاتی آبژکتیو می‌نگرند، حساسیت به خرج می‌دهند؛ تجارب واقعی و قابل اعتماد از تبیین‌های مصنوعی پیشی می‌گیرند. وقتی تجارب در قالب سایر مدل‌های نظری از پیش موجود ریخته می‌شوند، اعتبار و اصالت خود را از دست می‌دهند و از افرادی که آن‌ها را تجربه می‌کنند، جدا می‌شوند؛ بنابراین، روان‌درمانگران وجودی به جای توجه به طبقات تشخیصی عینی بر روی ذهنی بودن تجارب تمرکز می‌کنند.

## نگرانی‌های اصلی
شک درمانگران در این است که موضوعاتی از قبیل انتخاب، مسئولیت پذیری، مرگ و میر یا هدف در زندگی، نگرانی‌های اصلی بیماران هستند یا خیر؟. روز به روز، بیماران بیشتری با شکایت‌های عمده دربارهٔ فقدان هدف و معنا، وارد درمان می‌شوند. اغلب برای درمانگر راحت‌تر است تا این نگرانی‌ها را به عنوان یک سری علائم در نظر بگیرد و به جای چالش خلاقانه با آن‌ها به عنوان تابلویی از جستجو برای یافتن معنا؛ با بیماره دربارهٔ درمان دارویی آن‌ها صحبت کند یا یک سری تمرینات دارای راهنما را تجویز نماید. بسیاری از تشخیص‌ها ممکن است این بحران‌های وجودی را مخفی کند.
تنگنا و دوراهی وجودی به دنبال این واقعیت وجودی می‌آیند که اگرچه ما آرزو داریم که گونه انسان‌ها تداوم پیدا کند، در عین حال موجودات محدودی هستیم که تنها در عالم وجود انداخته شده‌ایم بدون ساختار و مقصد زندگی از پیش تعیین‌شده؛ و این‌که هر یک از ما باید تصمیم بگیرد چگونه تا جایی که امکان دارد شاد، اخلاقی و پُر از معنا زندگی کند. یالوم چهار طبقه از «نگرانی‌های اساسی» را تعریف می‌کند که دربرگیرندهٔ این چالش‌های بنیادی شرایط انسان است. این موارد عبارت‌اند از: آزادی، تنهایی، معنا و مرگ.

### بخش اول: مرگ
افراد به دنبال یافتن معنا در بافت تنهایی وجودی شان هستند و مسئولیت این انتخاب‌ها را می‌پذیرند و از آزادی انتخاب برخوردارند؛ اما با این وجود روزی از بودن در این جهان دست خواهند کشید. ما زندگی مان را با آگاهی از این سایه مرگ، زندگی می‌کنیم. از آنجایی که ما نمی‌توانیم در ترس زندگی کنیم، روشهایی را ایجاد می‌کنیم تا وحشت مرگ را تلطیف کنیم. ما این ترس را با فرافکنی خودمان در آینده از طریق فرزاندمان، تلاش برای شهرت و ثروت، بروز رفتارهای اجباری، ترویج کردن یک باور زوال نشدنی و تسخیر ناپذیر دنبال می‌کنیم. ترس ما از مرگ ترسی عمیق از نبودن و امکان احتمالات آینده است. با این وجود مواجه شدن با مرگ به ما این فرصت را می‌دهد با تمامیت بیشتر، ثروتمندتر و مشفقانه تر زندگی کنیم.
هر چیزی بی رونق و کم رنگ خواهد شد. این یک حقیقت وجودی ناراحت‌کننده است. زندگی حقیقتاً طولی و برگشت‌ناپذیر است. این آگاهی می‌تواند ما را به این موضوع رهنمون شود که چگونه می‌توانیم از زندگیمان تا سر حد امکان استفاده کنیم.

### بخش دوم: آزادی
اصطلاح آزادی در زمینه وجودی به آزادی سیاسی یا دامنه وسیع‌تری از امکانات در زندگی که ناشی از افزایش آگاهی روانشناختی فرد باشد، اشاره ندارد. در عوض، به این عقیده اشاره دارد که همه ما در جهانی بدون طرحی ماندگار زندگی می‌کنیم که در آن ما نویسندگان زندگی خودمان هستیم. زندگی بی اصل و اساس است و ما به تنهایی مسئول انتخاب‌های خودمان هستیم. این آزادی وجودی با مسئولیت ترساننده‌اش به دوش کشیده می‌شود و همیشه با ترس مرتبط است. اریک فروم«شهوت سلطه پذیری» را مطرح می‌کند که تلاش برای گریز از آزادی را همراهی می‌کند.
سرانجام ما نسبت به آنچه در جهان تجربه می‌کنیم مسئولیت داریم. مسئولیت پذیری ارتباط تنگاتنگی با آزادی دارد زیرا که ما در قبال در قبال احساسی که از دنیای خود داریم و نسبت به تمامی اعمالمان و تمامی شکست هایمان مسئولیت داریم. اگر ما در اصطلاح سارتر «نویسنده بی چون و چرای هر آنچه تجربه کردی، این هستیم»؛ بنابراین اکثر ایده‌های تعلق داشتن ما، حقیقت‌های اصیل ما، پایه و اساس اعتقاد راسخ ما با آگاهی از اینکه همه چیز در دنیا احتمالی و عارضی است، دچار شک و تردید می‌شود. ما مسئولیت آگاهی از اینکه مسئول همه تجربه هایمان هستیم را به دوش می‌کشیم.
مکمل مسئولیت پذیری، اراده ما است. در حالی که این مفهوم اخیراً در علوم اجتماعی رو به زوال گذاشته است و با اصطلاحاتی از قبیل انگیزه جایگزین شده‌است، افراد هنوز در قبال تصمیم‌هایی که می‌گیرند، مسئولیت دارند. برای ادعای اینکه رفتار یک فرد به وسیله یک انگیزه خاص تبیین می‌شود، می‌بایست مسئولیت فرد برای برای رفتارش را انکار کرد. به علت ترس از آزادی اساسی مان، افراد تعداد زیادی از دفاعها را به کار می‌اندازند که در نهایت تعدادی از آن‌ها به سطح آسیب‌شناسی روانی می‌رسند. کار درمان عمدتاً دربارهٔ فرض مسئولیت پذیری در قبال تجارب است. در واقع اقدام مهم درمانی را می‌توان به این صورت تصور کرد که در آن مراجع فعالانه آزادی خود را افزایش می‌دهد و مستاقانه آن را می‌پذیرد: آزادی از عادت‌های مخرب، ناتوانی خود تحمیلی بابت اراده یا از باورهای محدودکننده خود.

### بخش سوم: تنهایی
افراد ممکن است از سایر افراد (انزوای بین فردی) یا قسمت‌هایی از خودشان (انزوا درون فردی) منزوی می‌شوند. اما شکل بنیادی تری از تنهایی وجود دارد که تنهایی وجودی نامیده می‌شود که به تنهایی ما در جهان اشاره دارد. ما به صورت تنها وارد دنیا می‌شویم و تنها از آن خارج می‌شویم و می‌بایست دائماً تنش بین آرزو برای ارتباط با دیگران و آگاهی از تنهایی مان را حل و فصل کنیم. اریک فروم معتقد بود که تنهایی منبع اصلی اضطراب است.
تنها بودن با انزوا تفاوت دارد، در حالی که موضوع همیشگی در درمان است. انزوا از عوامل اجتماعی، جغرافیایی و فرهنگی ناشی می‌شود که فروپاشی صمیمیت را موجب می‌شود. افرادا ممکن است فاقد مهارت‌های اجتماعی باشند یا سبک‌های شخصیتی مخالف صمیمیت داشته باشند. اما تنهایی وجودی عمیق‌تر از این مسائل است؛ این مسئله تنهایی بنیادی تری است که همچون میخی به جهان پرچ شده‌است و به جزیره‌ای غیرقابل دسترسی بین شخص و دیگران اشاره دارد.
این موضوع عمدتاً در بازسازی مرگ شخص که اغلب در گوشه‌ای دور دست اتفاق می‌افتد (یک زمینه رایج در بین شاعران و نویسندگان)، تجربه می‌شود. اما بسیاری از افراد زمانی که با این احساس مواجه می‌شوند که لحظاتی وجود دارد که هیچ‌کس در دنیا به آن‌ها فکر نمی‌کند، ترس از تنهایی وجودی را لمس می‌کنند. بسیاری از افراد حاضرند با نارضایتی به یک رابطه بین فردی ادامه دهند، تنها به این دلیل که از آن رابطه به عنوان سپری در برابر تنهایی وجودی خود استفاده می‌کنند. در همین رابطه، پیشینه حرفه‌ای به حد و حدود رابطه درمانگر ـ درمانجو با بحث‌هایی پیرامون مواجهه کردن، اصالت و صداقت، همدلی صحیح و توجه مثبت نامشروط توجه کرده‌است.
یالوم معتقد است که یک موضوع بسیار مهم در درمان، درک بیمار از این مسئله است که نقطه‌ای در درمان وجود دارد که بعد از آن درمانگر نمی‌تواند چیز بیشتری را پیشنهاد دهد. در درمان، همانند زندگی، واقعیت‌های غیرقابل گریزی از به تنهایی فعایت کردن و وجود داشتن اتفاق می‌افتد. برای گسترش این موضوع که فرد در قبال زندگی اش مسئولیت تام دارد، می‌بایست با احساس تنهایی وجودی مواجه شود.

### بخش چهارم: بی‌معنایی
همه انسان‌ها می‌بایست معنایی در زندگی شان را پیدا کنند، اگرچه هیچ قطعیتی وجود ندارد و هیچ تضمینی از بابت آن وجود ندارد. ما دنیای خودمان را می‌سازیم و مجبوریم به این سؤالات خود پاسخ دهیم که برای چه زندگی می‌کنیم و چگونه می‌خواهیم زندگی کنیم؟ یکی از کارهای اصلی دوران حیاتمان ایجاد یک معنی راسخ برای حمایت از زندگی است؛ ما اغلب حس اکتشاف یک معنارا داریم و در نتیجه اینگونه به نظر می‌رسد که چنین معنایی از قبل برای معنا آماده است. اغلب جستجوی برای یافتن ساختارهای معنابخش زندگی ما را به یک بحران می‌کشاند. اغلب افراد بیش از آنچه درمانگران به آن پی ببرد به علت نگرانی برای معنای زندگی به دنبال درمان می‌آیند.
حس معنا از غوطه ور شدن در تلاشی برای به تکامل رساندن نوعی از تعالی خود ظهور می‌یابد. کار درمانگر شناسایی و کمک برای از بین بردن موانع در راستای چنین درگیر شدنی است.